# Sandia Park, Novi Meksiko
Sandia Park je popisom određeno mjesto u okrugu Bernalillu u američkoj saveznoj državi Novom Meksiku. Prema popisu stanovništva SAD 2010. ovdje je živjelo 237 stanovnika. 

## Zemljopis
Nalazi se na 35°10′4″N 106°21′56″W / 35.16778°N 106.36556°W. Prema Uredu SAD-a za popis stanovništva, zauzima 1,88 km2 površine, sve suhozemne.
U Sandia Parku djeluje poštanski ured ZIP koda 87047.

## Stanovništvo
Prema podatcima popisa 2010. ovdje je bilo 237 stanovnika, 112 kućanstava od čega 70 obiteljskih, a stanovništvo po rasi bili su 97,0% bijelci, 0,4% "crnci ili afroamerikanci", 0,4% "američki Indijanci i aljaskanski domorodci", 0,4% Azijci, 0,0% "domorodački Havajci i ostali tihooceanski otočani", 0,0% ostalih rasa, 1,7% dviju ili više rasa. Hispanoamerikanaca i Latinoamerikanaca svih rasa bilo je 10,5%.